# Nyetnops
Nyetnops là một chi nhện trong họ Caponiidae.

## Các loài
Chi này gồm các loài:
- Nyetnops guarani Platnick & Lise, 2007
- Nyetnops juchuy Dupérré, 2014